# Roháčka (geomorfologický podcelek)
Roháčka je geomorfologický podcelek Čierné hory. Nejvyšší vrch podcelku je stejnojmenný vrch, dosahující výšky (1028,5 m n. m.).

## Polohopis
Podcelek leží v severní části Čierné hory a v rámci pohoří ho na jihovýchodě od sousedních Bujanovských vrchů odděluje údolí Bystré. Na východě a severu sousedí Šarišská vrchovina, severozápadně leží Branisko a jeho podcelek Slubice a Hornádské podolie, patřící do Hornádské kotliny. Jihozápadním směrem leží Volovské vrchy s podcelkem Hnilecké vrchy. 

## Významné vrcholy
- Roháčka - nejvyšší vrch podcelku i pohoří (1028,5 m n. m.)
- Koľvek (800 m n. m.)
- Holý hŕbok (678 m n. m.)

## Doprava
Západním okrajem území vede v údolí Hornádu silnice II / 547 ( Krompachy - Margecany - Košice ), jihovýchodní okraj vymezuje silnice II / 546 (Margecany - Prešov). Západním okrajem podcelku vede železniční trať Žilina - Košice.

## Turismus
Z Kluknavy do Klenova vede  modře značená turistická trasa přes nejvyšší vrch Roháčku, na který se v sedle pod tímto vrcholem připojuje  žlutá značka z Margecan. 